# Jeanne de Salzmann
Jeanne Matignon de Salzmann nascida Jeanne Allemand mais conhecida como Madame de Salzmann (Reims 1889 – Paris 25 de maio de 1990), foi aluna próxima de George Ivanovich Gurdjieff, reconhecida por vários outros alunos de Gurdjieff como a sua substituta. Ela foi a responsável por transmitir os Movimentos e os Ensinamentos de Gurdjieff através da Fundação Gurdjieff de Nova Iorque, Instituto Gurdjieff de Paris e outros grupos formais e informais por todo o mundo.
Jeanne de Salzmann teve uma educação concentrada na música, pela qual mostrou excepcional habilidade. Com quatro anos começou a estudar piano e com apenas quinze anos conduziu uma orquestra completa. Estudou no Conservatório de Geneva, estudando piano, regência e composição. Nesse período no Conservatório de Geneva havia famosos músicos de outros países, incluindo Émile Jaques-Dalcroze notável inovador aclamado por seu trabalho com composição, improvisação e dança. Com dezessete anos Jeanne foi escolhida junto com outros alunos selecionados a estudar no Instituto Dalcroze recém inaugurado em Hellerau, Alemanha, além de participar de apresentações por toda Europa. Na escola de Dalcroze, conheceu seu marido, Alexandre de Salzmann, um russo pintor renomado. Juntos tiveram as filhas Boussique e Nathalie, e devido a Revolução Russa eles foram morar em Tiflis, Geórgia onde ela ensinava dança e movimentos rítmicos. 

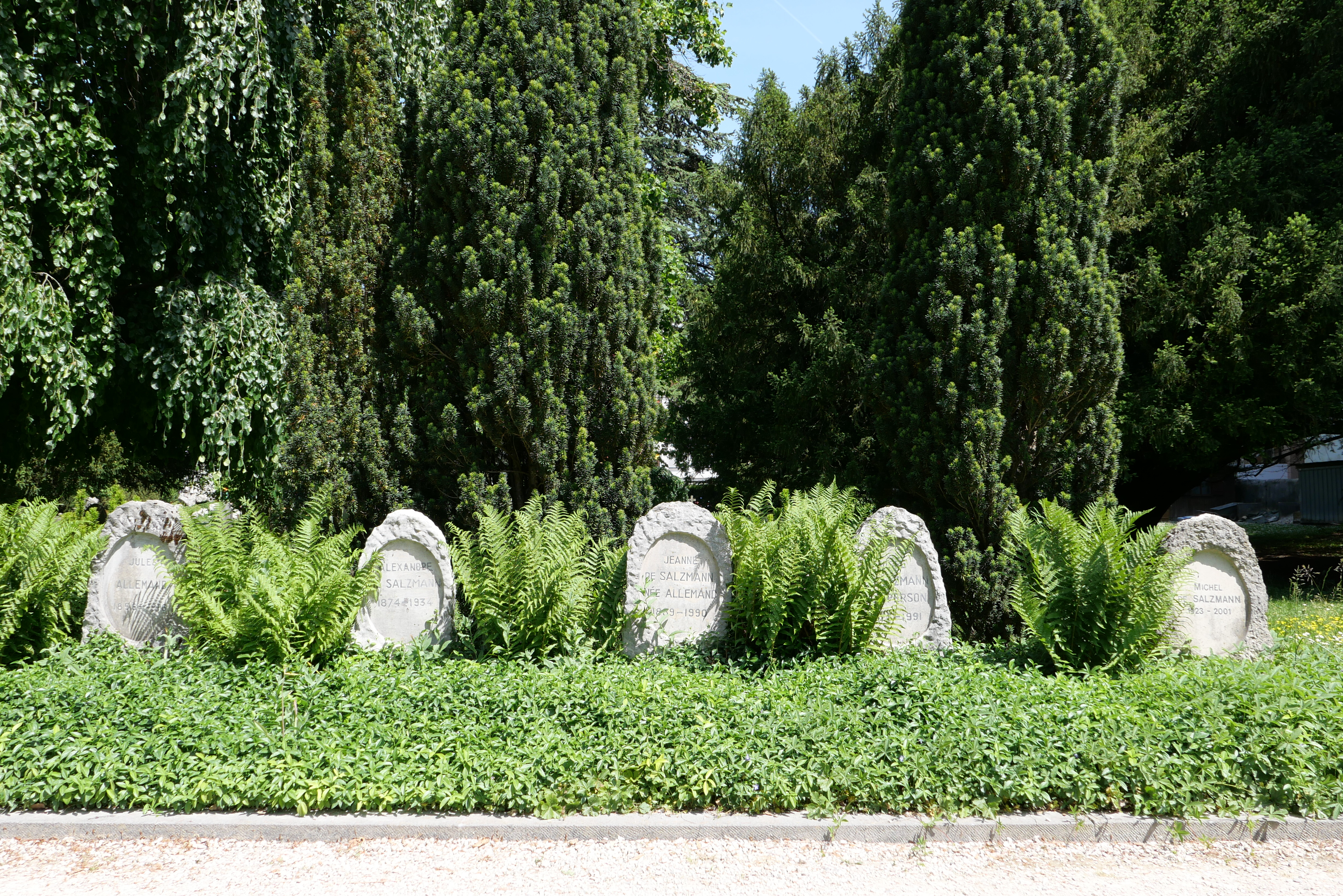
Lugar de descanso final de De Salzmann no túmulo da família (centro) no Cimetière des Rois em Genebra

Em 1912, Thomas De Hartmann introduziu o casal de Salzmann a Gurdjieff, dando início a um relacionamento que duraria até a morte de Gurdjieff em 1949. Ela trabalhou junto com ele por quase 30 anos.
Em dezembro de 1949, junto com Henriette H. Lanes e Jane Heap ela iniciou a criação da organização que viria a ser chamada de Fundação Gurdjieff, com o intuito de continuar com o Trabalho de Gurdjieff. Em 06 de outubro de 1955 a "Sociedade de Investigação para o Desenvolvimento do Homem Ltd." foi fundada.